# San Isidro Presas
San Isidro Presas es un pueblo del municipio de Tezontepec de Aldama, situado en el estado de Hidalgo, México. Según el censo de 2020, tiene una población de 1148 habitantes.
En el censo del 2010 había registrado una población de 1076 habitantes, lo que a su vez evidenció un incremento de aproximadamente 6.5% anual respecto al censo del año 2005, en el que se registraron 805 habitantes. En el mismo año, se registraron 259 viviendas particulares habitadas. 
La Secretaría de Desarrollo Social estableció que tenía un grado de marginación alto, (-0.75043%), en base a parámetros como el porcentaje de población de 15 años o más sin primaria completa (25.21%) o el porcentaje de viviendas particulares habitadas sin agua entubada (12.36%).
El grado de rezago social —que incorpora indicadores de educación, de acceso a servicios de salud, de servicios básicos, de calidad y espacios en la vivienda y activos en el hogar—, es bajo: el 38.57% de la población no dispone de acceso a la salud, el 48.24% de la población de 15 años y más no ha completado la educación básica y el 2.7% no dispone de suministro de energía eléctrica.